# Georg Knepler

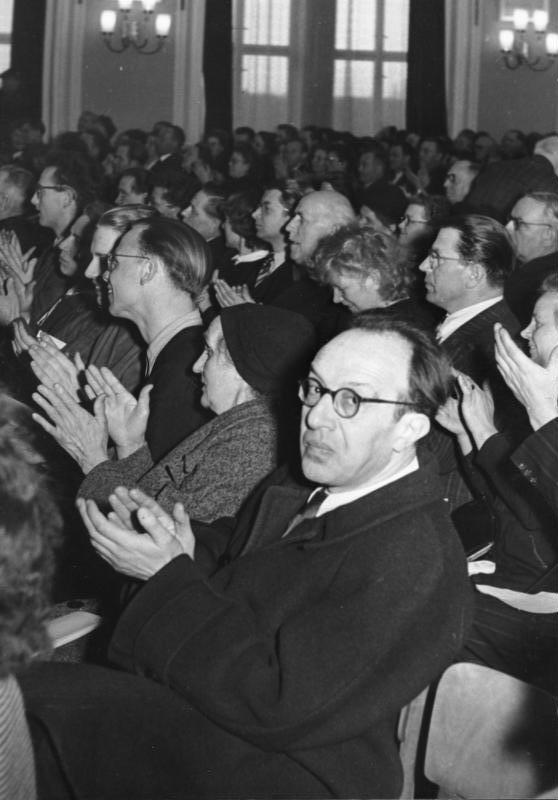
Georg Knepler (vorne), 1952

Georg Knepler (* 21. Dezember 1906 in Wien; † 14. Januar 2003 in Berlin) war ein österreichischer Pianist, Dirigent und Musikwissenschaftler.

## Leben
Georg Knepler, Sohn des Komponisten und Librettisten Paul Knepler und Neffe des Musikverlegers und Impresarios Hugo Knepler, studierte ab 1926 Klavier bei Eduard Steuermann, Dirigieren bei Hans Gál und Musikwissenschaft bei Guido Adler, Wilhelm Fischer, Egon Wellesz, Rudolf von Ficker und Robert Lach an der Universität Wien. Im Jahre 1931 wurde er mit der Dissertation Die Form in den Instrumentalwerken Johannes Brahms’ zum Dr. phil. promoviert. Gleichzeitig begleitete er von 1928 bis 1931 Karl Kraus am Klavier, der mit seinen „Vorlesungen“ der Operetten von Jacques Offenbach in Wien, Berlin, Prag, München und weiteren Städten auftrat. Im selben Zeitraum war er als Kapellmeister, Korrepetitor und Dirigent an der Wiener Volksoper und am Wiener Stadttheater, von 1930 bis 1931 in Mannheim und bei Karl Franz Rankl in Wiesbaden sowie als Leiter von Arbeiterchören tätig. Die Jahre 1932/33 sind geprägt von der Zusammenarbeit mit Bertolt Brecht und Hanns Eisler. Er war der pianistische Begleiter von Helene Weigel, die bei Arbeiterversammlungen Eislers „Wiegenlieder einer proletarischen Mutter“ sang. 
Ab 1933 wurde dem Juden und Kommunisten Georg Knepler jegliche Tätigkeit untersagt und er kehrte nach Österreich zurück. Da er in Wien im April 1933 in die verbotene KPÖ eingetreten war und kommunistische Zeitungen vertrieb, wurde er im Jänner 1934 verhaftet, konnte aber noch im gleichen Jahr nach England emigrieren. Dort wandte er sich immer intensiver den Lehren von Karl Marx und Friedrich Engels zu, machte sich deren Weltbild und Dialektik zu Eigen und entwickelte seine eigene Forschungsarbeit auf dieser Grundlage. Parallel zu seiner musikwissenschaftlichen und publizistischen Arbeit war er als Operndirigent sowie als musikalischer Leiter des Emigrantentheaters „Laterndl“ und Sekretär des Austrian Centre tätig. 
1946 ging er zurück nach Wien und übernahm hier die Funktion des Kulturreferenten der KPÖ. Ab 1949 war Knepler in Ost-Berlin tätig, wo im gleichen Jahr die DDR gegründet wurde. Seine österreichische Staatsbürgerschaft behielt er bei. 1957 wurde er von der KPÖ in die SED überführt.

### Lehrtätigkeit in Berlin
Im Jahre 1950 gründete Georg Knepler die Deutsche Hochschule für Musik Berlin, deren Rektor er wurde, und die er bis 1959 leitete. 1964 erhielt sie den Namen Hochschule für Musik „Hanns Eisler“ Berlin. Sein Konzept zielte auf die Ausbildung von Musikern und Sängern „neuen Typus“, die sich neben der fachlichen Qualifikation auch aktiv am gesellschaftlichen Leben beteiligen sollten. Von 1959 bis 1970 leitete er das Musikwissenschaftliche Institut der Humboldt-Universität zu Berlin und konzentrierte sich hier auf die Entwicklung einer marxistisch orientierten Lehre und Forschung als Antwort auf die bürgerliche Musikwissenschaft. 1964 wurde Knepler ordentliches Mitglied der Akademie der Wissenschaften der DDR.
Georg Knepler starb am 14. Januar 2003 im Krankenhaus Köpenick. Er hinterließ seine Frau Florence Knepler (1910–2011), geborene Wiles, einen Sohn und zwei Enkelkinder.

### Auszeichnungen
- 1960 Vaterländischer Verdienstorden in Bronze
- 1962 Nationalpreis der DDR
- 1971 Banner der Arbeit
- 1976 Vaterländischer Verdienstorden in Gold
- 1981 Stern der Völkerfreundschaft in Gold
- 1986 Ehrenspange zum Vaterländischen Verdienstorden in Gold

## Werke
- Musikgeschichte des 19. Jahrhunderts. Berlin 1961.
- Geschichte als Weg zum Musikverständnis. Zur Theorie, Methode und Geschichte der Musikgeschichtsschreibung. Leipzig 1977, 2. überarbeitete Fassung 1982.
- Gedanken über Musik. Reden, Versuche, Aufsätze, Kritiken. Berlin 1980.
- Karl Kraus liest Offenbach. Berlin 1984.
- Wolfgang Amadé Mozart, Annäherungen. Berlin 1991; Neuauflage 2005.

- Mozart in seiner Zeit und in der unseren. Auszug aus dem letzten Kapitel von "Wolfgang Amadeus Mozart – Annäherungen. In: Zwischenwelt. Zeitschrift für Kultur des Exils und des Widerstands. Jg. 19, Nr. 4; Wien Februar 2003, ISSN 1606-4321, S. 36–38.

- Macht ohne Herrschaft. Die Realisierung einer Möglichkeit. Kai Homilius Verlag, Berlin 2004, ISBN 3-89706-651-3.